# Diócesis de Arezzo-Cortona-Sansepolcro
La diócesis de Arezzo-Cortona-Sansepolcro (en latín: Dioecesis Arretina-Cortonensis-Biturgensis seu Burgi Sancti Sepulchri y en italiano: Diocesi di Arezzo-Cortona-Sansepolcro) es una circunscripción eclesiástica de la Iglesia católica en Italia. Se trata de una diócesis latina, sufragánea de la arquidiócesis de Florencia. Desde el 15 de septiembre de 2022 su obispo es Andrea Migliavacca.

## Territorio y organización

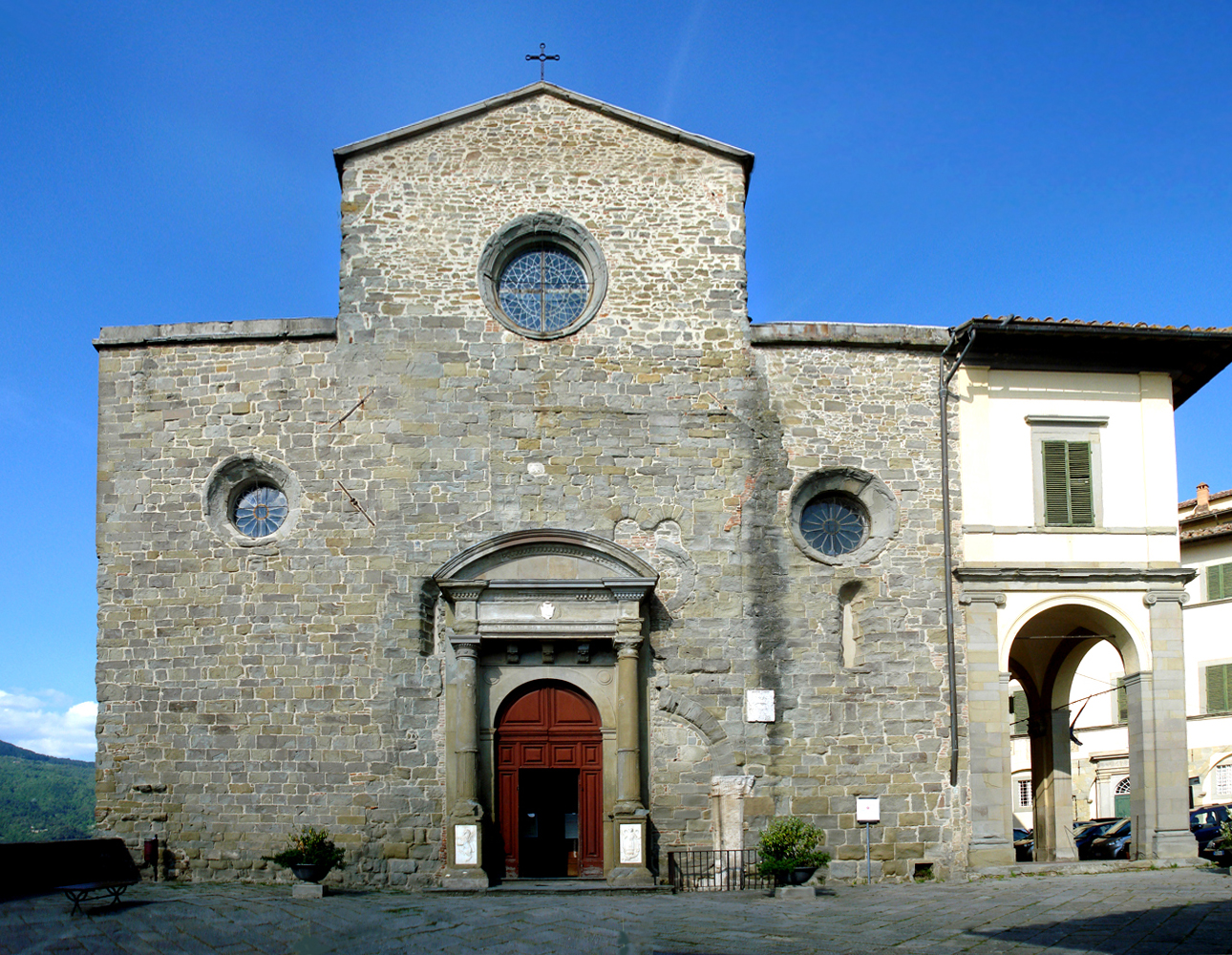
Concatedral de Santa María Asunta, en Cortona

La diócesis tiene 3425 km² y extiende su jurisdicción sobre los fieles católicos de rito latino residentes en:
- parte de la provincia de Arezzo en la región de Toscana, comprendiendo las comunas de: Anghiari, Arezzo, Badia Tedalda (incluyendo el enclave de Ca' Raffaello rodeado por la diócesis de San Marino-Montefeltro y por la provincia de Rímini en la región de Emilia-Romaña), Bibbiena, Bucine, Capolona, Caprese Michelangelo, Castel Focognano, Castiglion Fibocchi, Castiglion Fiorentino, Chitignano, Chiusi della Verna, Civitella in Val di Chiana, Cortona, Foiano della Chiana, Laterina, Loro Ciuffenna, Lucignano, Marciano della Chiana, Monte San Savino, Monterchi, Monterchi, Ortignano Raggiolo, Pergine Valdarno, Pieve Santo Stefano, Sansepolcro, Sestino, Subbiano, Talla, Terranuova Bracciolini, las parroquias de Santa Croce en la localidad de La Ginestra, y dei Santi Andrea e Lucia en la fracción de Levanella de la comuna de Montevarchi,[nota 1] la mayor parte de la comuna de Poppi,[nota 2] y la parroquia de Santa Teresa d'Avila en la comuna de San Giovanni Valdarno.[nota 3]
- parte de la provincia de Siena en la región de Toscana, comprendiendo la comuna de Rapolano Terme, y en parte las de Gaiole in Chianti (sola la parroquia dei Santi Pietro e Paolo en la fracción de Castagnoli),[nota 4] Sinalunga (solo las parroquias de las fracciones de Farnetella y Rigomagno),[nota 5] y Castelnuovo Berardenga (las parroquias dei Santi Iacopo e Cristoforo en la localidad de Badia Monastero, y dei Santi Clemente e Giusto en Castelnuovo Berardenga);[nota 6]
- en provincia de Pesaro y Urbino la parroquia de Sestino extiende su territorio también a los habitantes de Dese, una fracción de la comuna de Borgo Pace.

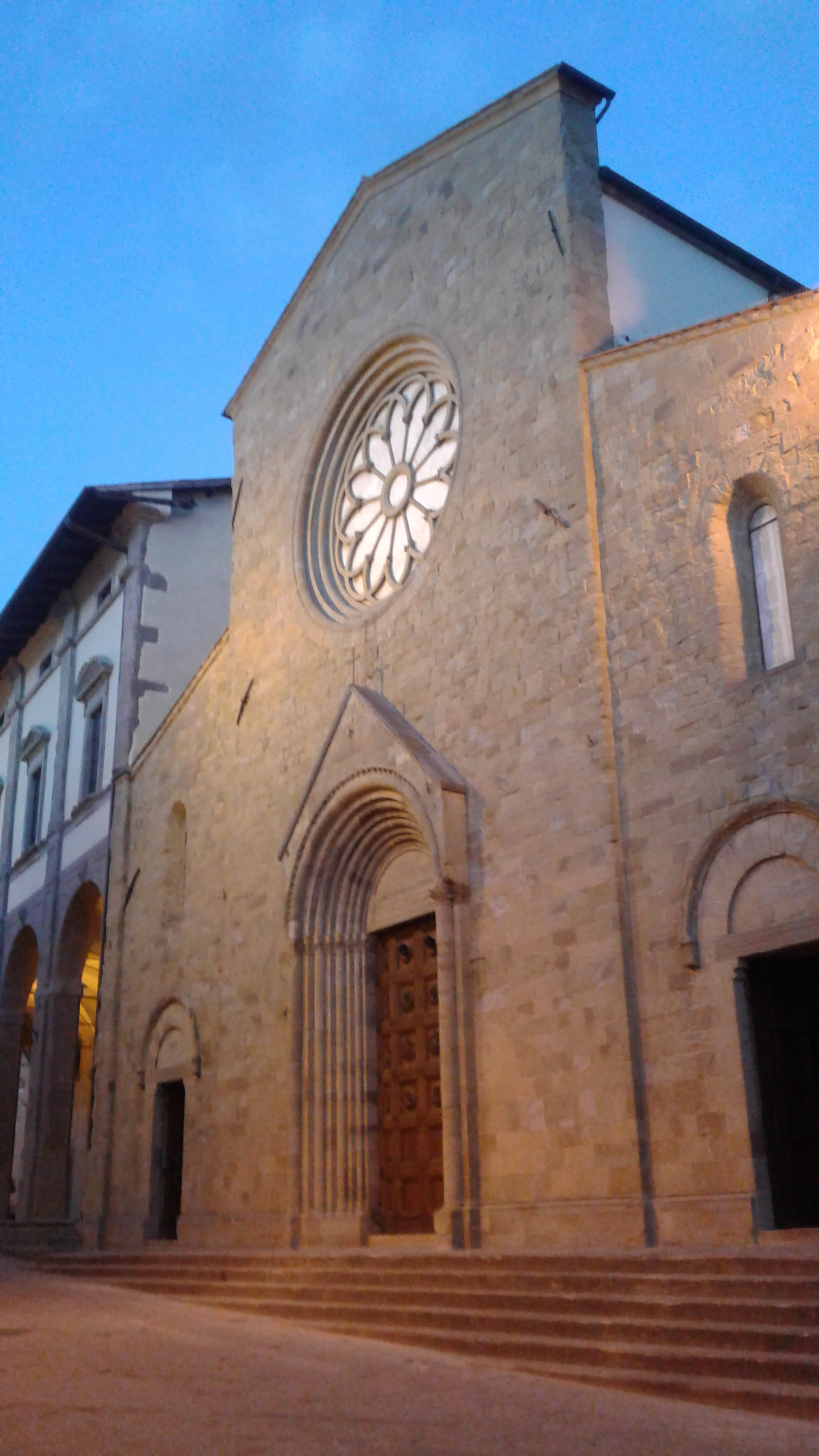
Concatedral basílica de San Juan Evangelista, en Sansepolcro

La sede de la diócesis se encuentra en la ciudad de Arezzo, en donde se halla la Catedral de los Santos Pedro y Donato. En Cortona se encuentra la Concatedral de Santa María Asunta y en Sansepolcro la Concatedral basílica de San Juan Evangelista. En el territorio de la diócesis existen otras basílicas menores:
- de Santo Domingo, en Arezzo;
- de San Francisco, en Arezzo;
- de Santa Margarita, en Cortona;
- de Santa María Asunta, en Chiusi della Verna;
- de Santa Maria del Sasso, en Bibbiena.

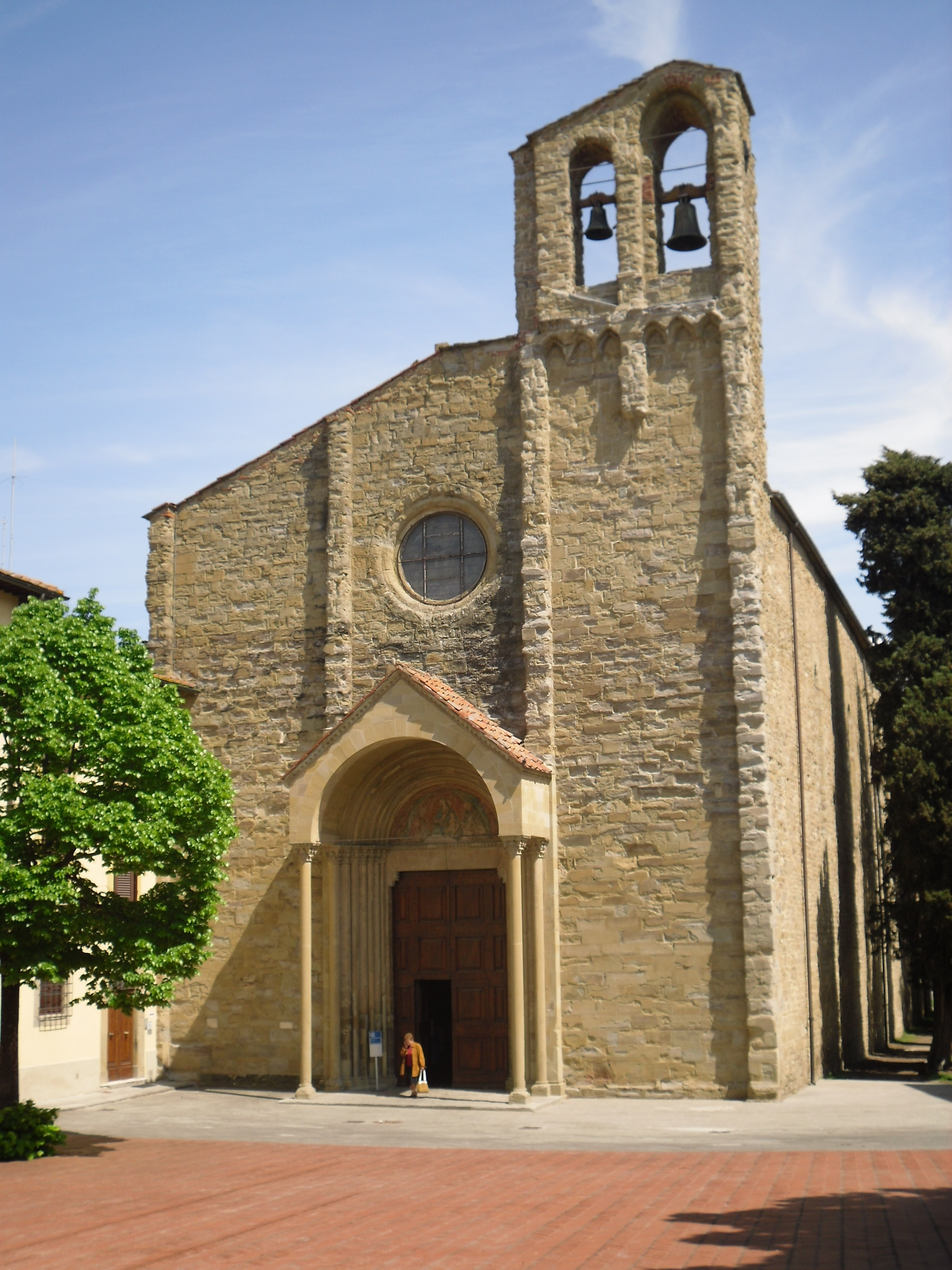
Basílica de Santo Domingo, en Arezzo

En 2022 en la diócesis existían 247 parroquias.

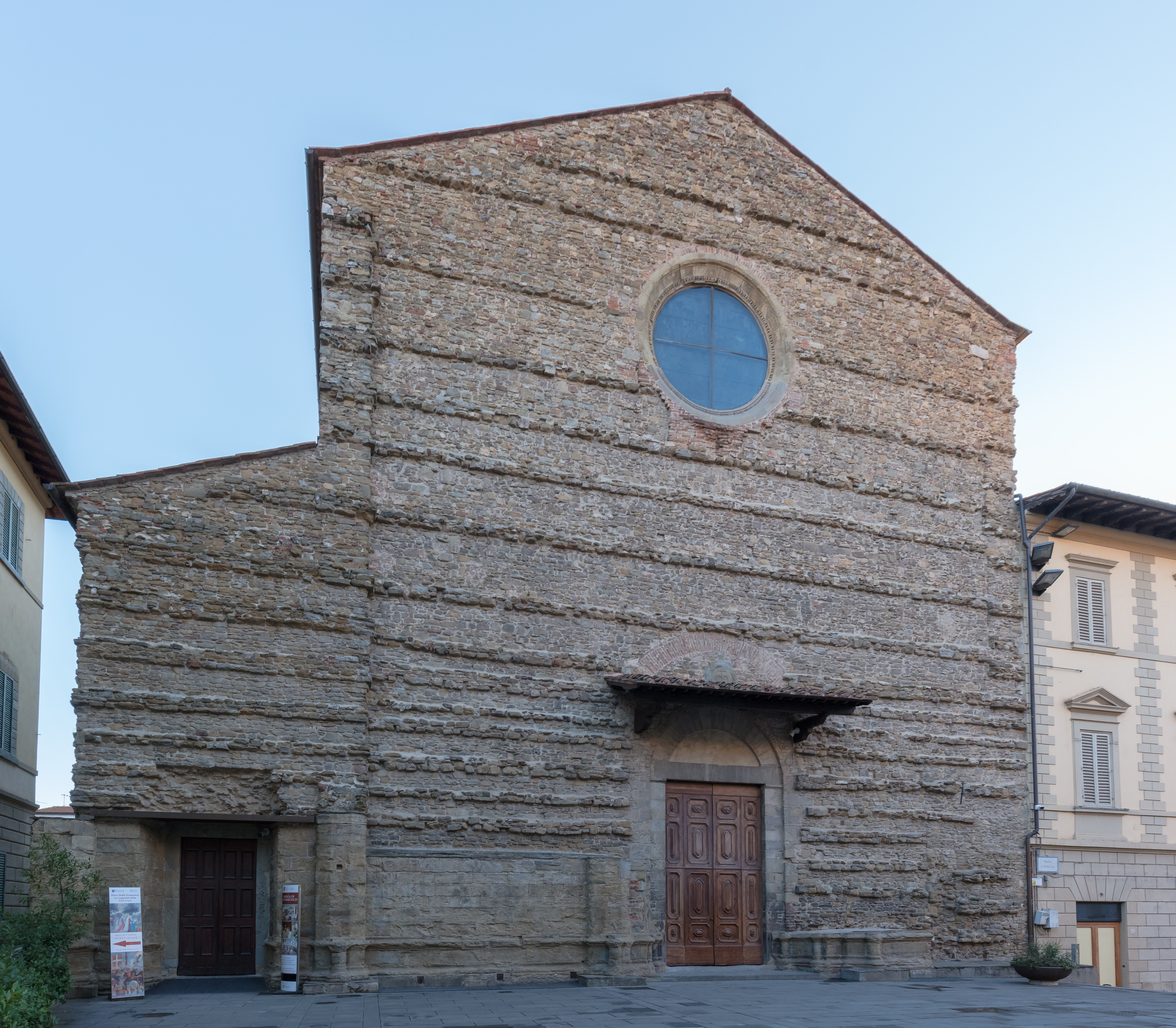
Basílica de San Francisco, en Arezzo

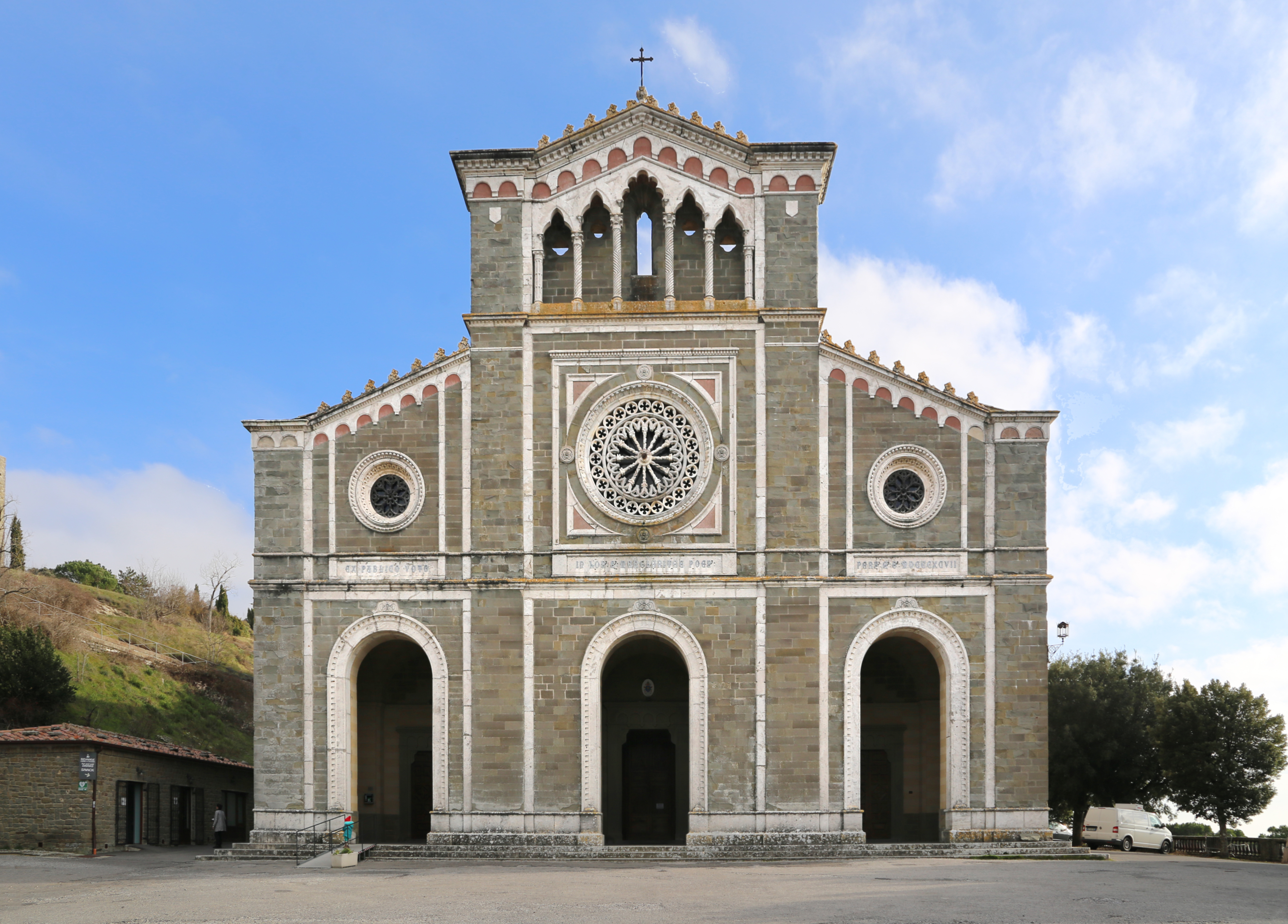
Basílica de Santa Margarita, en Cortona

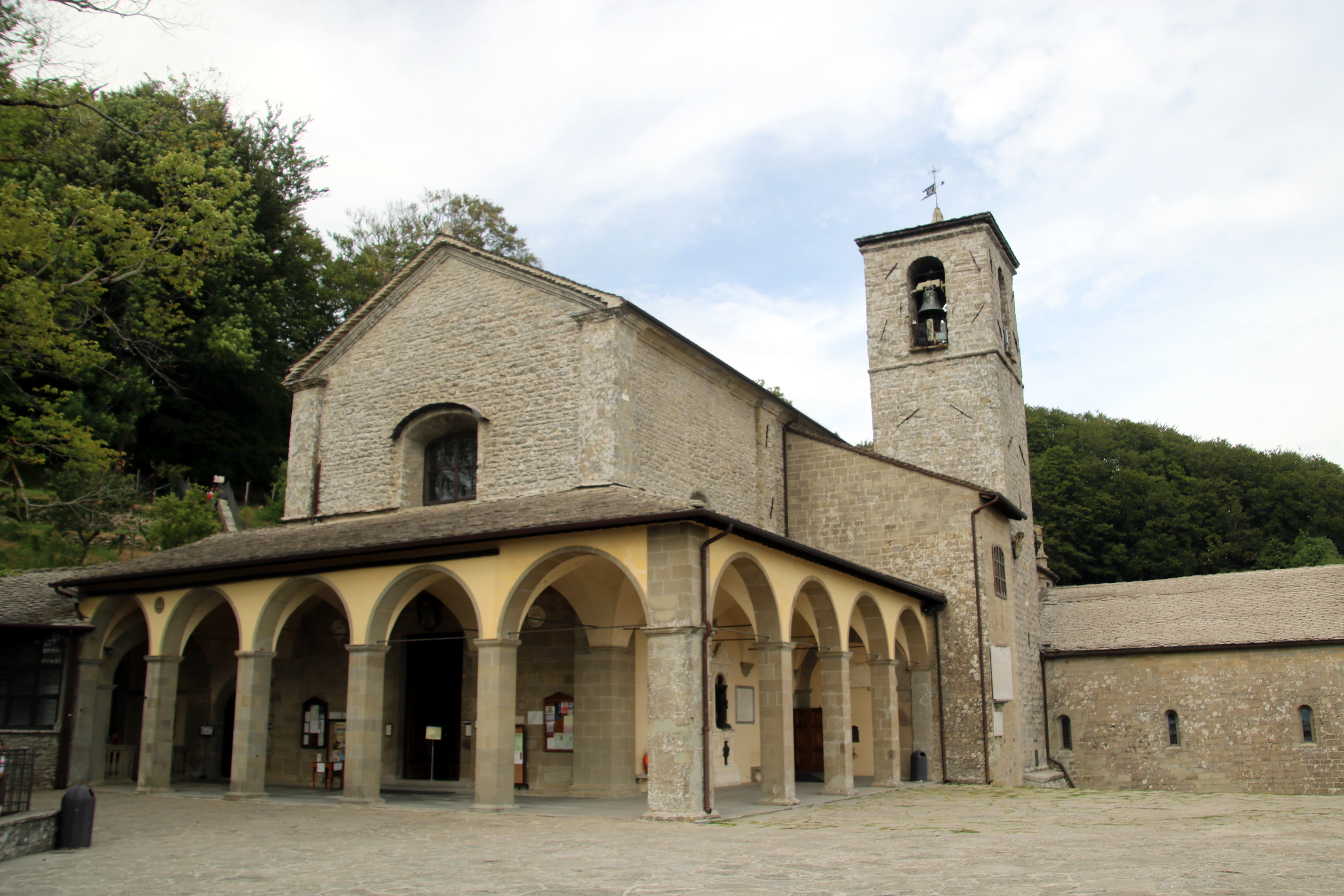
Basílica santuario de Santa María Asunta, en Chiusi della Verna

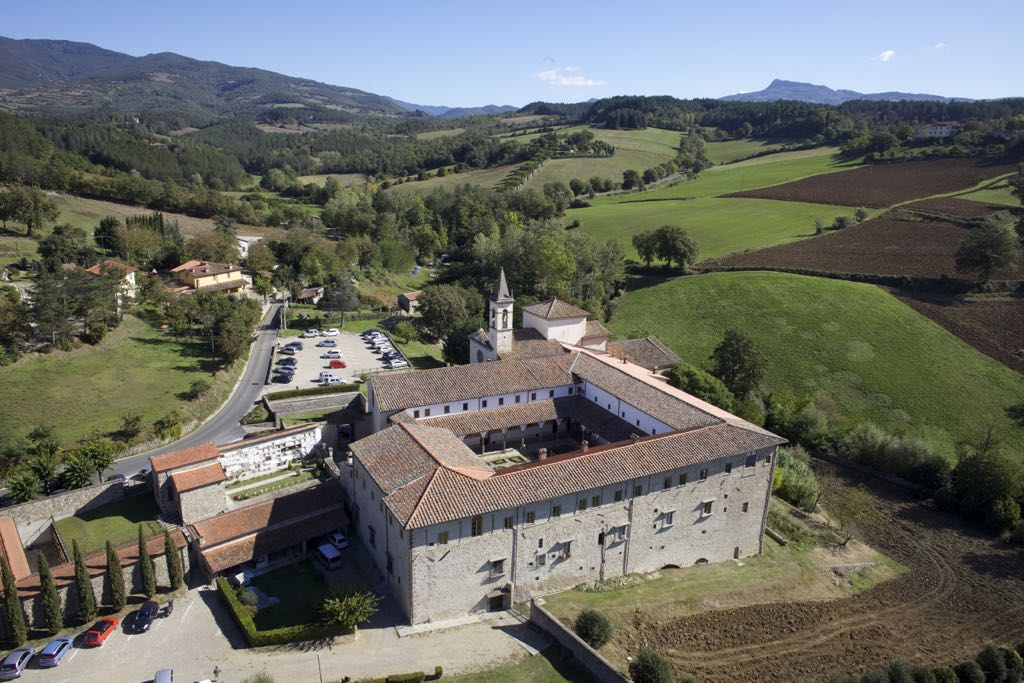
Basílica santuario de Santa María del Sasso, en Bibbiena

## Historia
La diócesis actual nació en 1986 de la unión plena de tres antiguas sedes episcopales: Arezzo, atestiguada desde el siglo IV, Cortona, erigida en 1325, y Sansepolcro, erigida en 1515.

### Diócesis de Arezzo
La diócesis de Arezzo es muy antigua. La tradición indica que san Rómulo, discípulo de san Pablo y más tarde legendario obispo de Fiesole, fue el primer evangelizador de Arezzo.
En el archivo capitular hay un pergamino del siglo XI en cuyo reverso hay un catálogo de los obispos de Arezzo desde el siglo IV hasta Teodaldo en 1036: se trata de una serie ininterrumpida de obispos copiados de antiguos dípticos, es decir, de las tablas de madera que, hasta el siglo X servían para recordar en la liturgia el nombre del difunto por el que rezar.
Esta larga lista, después del siglo XVI, fue manipulada modificando el orden original de los nombres, interpolando los nombres de obispos inventados u omitiendo los nombres de otros obispos. El catálogo así modificado, con la adición de dataciones más o menos imaginativas, fue aceptado por Ughelli en su Italia sacra, por Cappelletti en la obra Le Chiese d'Italia dalla loro origine sino ai nostri giorni, y por Pius Bonifacius Gams en la Series episcoporum Ecclesiae Catholicae. A principios del siglo XX el estudioso Ubaldo Pasqui publicó el catálogo original, con un texto crítico, en Documenti per la storia della città di Arezzo nel medioevo, restableciendo así el orden exacto de los obispos de Arezzo.
El primer obispo del catálogo es san Satiro, que según la Passio Donati murió durante el pontificado del papa Julio I (337-352). Su sucesor, san Donato, es el patrono de la ciudad y de la diócesis. Se le recuerda en el martirologio jerónimo el 7 de agosto y Gregorio Magno habla de él en sus Diálogos. Las fuentes hagiográficas atestiguan la existencia de san Gaudencio, san Decencio y san Lorenzo. Los dos últimos son mencionados en la vida de san Florido, obispo de Città di Castello a finales del siglo VI, y junto con san Donato, son los únicos obispos de Arezzo, de los primeros 6 siglos, reseñados por Pietri en su Prosopographie de l'Italie chrétienne.
Los primeros obispos de Arezzo atestiguados por fuentes históricas y documentales se remontan recién al siglo VII. Se trata de Servando, documentado por un diploma fechado en torno al año 650; y Cipriano, que participó en el sínodo romano de 680, convocado por el papa Agatón contra la herejía monotelita.
El documento del año 650 representa el primer testimonio de la larga disputa, que se prolongó hasta el siglo XII, entre los obispos de Siena y Arezzo, sobre una serie de iglesias y parroquias, que los obispos de Arezzo habían ocupado al inicio de la invasión lombarda en conjunción con una supresión temporal del obispado sienés. Un primer acuerdo se alcanzó en el año 714-715 en época de los obispos Adeodato de Siena y Luperziano de Arezzo, pero la cuestión fue retomada, con fortunas alternas, en los siglos siguientes.
Entre los obispos del primer milenio, se puede recordar en particular a Pietro I, que instituyó el colegio canónico en la catedral en el año 840; y Giovanni (872-900), escritor eclesiástico, fundador del monasterio episcopal de las Santas Flora y Lucila.
Entre los siglos X y XI la diócesis vio el florecimiento de numerosos otros monasterios benedictinos, entre ellos Santa Maria en Badia Prataglia, Santa Trinità in Alpe, San Gennaro en Capolona, San Salvatore della Berardenga, San Salvatore en Silvamunda. La más conocida fue la ermita de Camaldoli, fundada poco antes de 1027 por san Romualdo, en un terreno donado por el obispo de Arezzo, Teodaldo. Unos años más tarde, cerca de la ermita surgió el monasterio de Camaldoli, que fue cabeza de una importante congregación benedictina (la Orden de la Camáldula), difundida por toda la Italia central.
El poder político y condal de los obispos de Arezzo sobre la ciudad de Arezzo y su territorio, iniciado con los beneficios e inmunidades concedidos a partir de la época carolingia, terminó durante el siglo XII con la afirmación del poder municipal y de la autonomía. El último obispo que firmó como episcopus et comes de Arezzo fue Girolamo en 1164, aunque el título de comes ya había caído en desuso desde 1130.
Desde la época lombarda la catedral diocesana estaba situada fuera de las murallas de la ciudad, en la colina de Pionta, cerca de la tumba del santo patrono Donato. Este lugar se convirtió en el centro eclesiástico y cultural de Arezzo, enriquecido ulteriormente por otros edificios eclesiásticos y fortificado en la época de los obispos Adalberto y Teodaldo en la primera mitad del siglo XI. En 1203 el obispo Amadeo trasladó la catedral dentro de las murallas de la ciudad; primero se colocó la sede episcopal en la iglesia benedictina de San Pietro Maggiore, y luego, a partir de 1278, se inició la construcción de la nueva catedral con el obispo Guglielmino degli Ubertini, concluida en 1511. En la catedral de Arezzo, además de san Donato, está enterrado el papa Gregorio X. En el mismo edificio sagrado se celebró el cónclave que eligió a su sucesor, Inocencio V, en 1276. Fue el primer cónclave en el que los cardenales se reunieron en reclusión para elegir al papa, según lo establecido por la bula Ubi Periculum de 1274. El pueblo eclesiástico de Pionta fue arrasado en el siglo XVI.
La lucha secular entre la arquidiócesis de Siena y la sede de Arezzo por la jurisdicción sobre 19 parroquias, en territorio sienés pero bajo la autoridad eclesiástica de los obispos de Arezzo, terminó en el siglo XII, cuando el papa Honorio II falló a favor de Arezzo, a la que aquellas parroquias habían pertenecido a tempore Romanorum.
La gran diócesis de Arezzo, que desde el principio estuvo inmediatamente sujeta a la Santa Sede, sufrió varias desmembraciones a partir del siglo XIV para la erección de otras diócesis toscanas: Cortona en 1325, Pienza y Montalcino (ambas el 13 de agosto de 1462 mediante la bula Pro excellenti del papa Pío II), Sansepolcro en 1515, Montepulciano (el 10 de noviembre de 1561 mediante la bula Ecclesiarum utilitatem del papa Pío IV) y la abadía territorial de Monte Oliveto Maggiore (el 18 de enero de 1766 mediante la bula Credita divinitus del papa Clemente XIII).
En el período postridentino destacaron especialmente los obispos Stefano Bonucci (1574-1589), antiguo superior general de los servitas, que fue sin embargo más un erudito que un hombre de gobierno; Pietro Usimbardi (1589-1612), que impuso una disciplina eclesiástica más rigurosa y la obligación de enseñar la doctrina cristiana; y Tommaso Salviati (1638-1671), quien, siguiendo los pasos del milanés Carlos Borromeo, introdujo las reformas conciliares en la diócesis y fundó en 1641 el seminario episcopal, que logró mantener imponiendo impuestos sobre los beneficios parroquiales.
Durante el episcopado del cardenal Giovanni Antonio Guadagni (siglo XVIII), el papa Clemente XII concedió a los obispos de Arezzo la insignia arzobispal, el palio y la cruz procesional a perpetuidad. El último obispo que utilizó las insignias arzobispales del palio y la cruz procesional fue Giovanni Telesforo Cioli. En 1986 se revocó el privilegio. Los obispos de Arezzo ostentaban también los títulos de príncipe del Sacro Imperio Romano Germánico en Toscana y conde de Cesa.
En febrero de 1796 Arezzo fue sacudida por un enjambre sísmico de más de treinta terremotos. El 15 de febrero cesaron los terremotos y este hecho fue atribuido, en círculos eclesiásticos, al milagro de Nuestra Señora del Consuelo (la Madonna del Conforto), imagen sagrada actualmente conservada en la Catedral de Arezzo. En el mismo año 1796, comenzó la campaña militar de invasión de Italia por las tropas de Napoleón Bonaparte. Arezzo también fue conquistada, pero en 1799 fue el centro del movimiento Viva María, inspirado en la imagen de la Madonna del Conforto, uno de los levantamientos antinapoleónicos que tuvieron lugar en esos años en la península italiana. La devoción a Nuestra Señora del Consuelo «pronto se convirtió en una de las expresiones devocionales más intensas de la religiosidad cívica».
Desde el siglo XIX la historia de la diócesis ha estado marcada por una serie de episcopados bastante largos; de hecho, desde 1802 hasta 1983 hubo sólo 8 obispos, entre ellos Emanuele Mignone, que ocupó la cátedra de Arezzo durante 42 años, desde 1919 hasta 1961. Pero también, durante el siglo XIX, por períodos de sede vacante, en particular entre 1860 y 1867, en el período inicial de la unificación de Italia, cuando las autoridades gubernamentales impidieron la libre erección de la jerarquía eclesiástica.

### Diócesis de Cortona
Cortona, antiguamente parte de la diócesis de Arezzo, fue erigida en diócesis el 19 de junio de 1325 por el papa Juan XXII mediante la bula Vigilis speculatoris, como recompensa a la lealtad del pueblo güelfo de Cortona, mientras que en Arezzo, ciudad gibelina, el obispo Guido di Pietramala fue excomulgado y depuesto. La diócesis fue puesta bajo la sujeción inmediata de la Santa Sede.
La diócesis era muy pequeña e incluía la mayor parte del comitatus de Cortona. El territorio estaba formado por 10 parroquias, seis de las cuales derivaban de la diócesis de Arezzo (Cortona, Sant'Eusebio, Montanare, Bacialla [Terontola], Creti y Poggioni), dos de la diócesis de Chiusi (Poppello y Cignano) y dos de la diócesis de Città di Castello (Falzano y Rubbiano). Todo ello para un total de 81 parroquias, monasterios y otros lugares de culto. La catedral original de la diócesis fue la iglesia extraurbana de San Vincenzo, anteriormente iglesia prioral de los benedictinos de Arezzo. El 9 de junio de 1507, mediante bula del papa Julio II, la sede fue trasladada a la actual catedral.
El primer obispo fue Raniero Ubertini, preboste de la catedral de Arezzo y hermano de Boso, obispo de Arezzo, quien en 1331 escapó a una conspiración urdida contra él. A partir de mediados del siglo XV los obispos de Cortona provenían casi exclusivamente del cabildo de la catedral florentina y pertenecían a familias nobles de Florencia. Entre ellos se recuerda a Cristoforo Bordini (1477-1502), Giovanni Sernini de Cucciati (1516-1521) y el cardenal Silvio Passerini (1521-1529), que residieron sólo ocasionalmente en Cortona, dedicados a la curia o a la diplomacia papal. En 1515 Cortona recibió la visita del papa León X, huésped de Silvio Passerini, su amigo, y más tarde nombrado obispo de Cortona.
Otros obispos notables de Cortona fueron Matteo Concini (1560-1562) y Gerolamo Gaddi (1562-1572), quienes participaron en el Concilio de Trento; Francesco Perignani, a quien se debe la erección del seminario diocesano en 1573, uno de los primeros en Italia, aunque sólo llegó a ser plenamente operativo un siglo después, con la construcción de un nuevo edificio, el actual palacio Vagnotti, inaugurado en 1696.
En 1728, durante el episcopado de Luigi Gherardi, la ciudad y la diócesis celebraron solemnemente la canonización de santa Margarita de Cortona, la principal y más importante santa local, que vivió en el siglo XIII. Con motivo del sexto centenario de la muerte de la santa, en 1897, la basílica de Santa Margarita fue ampliada y completada en estilo neogótico.
El último obispo residente fue Giuseppe Franciolini, cuyo episcopado fue el más largo en la historia de la diócesis, casi 46 años, desde marzo de 1932 hasta febrero de 1978.
En 1984 la diócesis adquirió la parroquia de Sant'Andrea di Sorbello, en la comuna de Cortona, de la diócesis de Città di Castello.
En el momento de la unión con Arezzo y Sansepolcro, la diócesis de Cortona comprendía 31 parroquias, de las cuales 4 estaban en la ciudad episcopal, las restantes en las fracciones de Bocena, Calcinaio, Camucia, Cantalena, Cegliolo, Centoia, Chianacce, Creti, Farneta, Fratta, Mercatale, Monsigliolo, Montanare, Montecchio, Ossaia, Pergo, Pietraia, Poggioni, Riccio, San Lorenzo Rinfrena, Sant'Angelo, San Marco in Villa, Santa Maria Nuova, Terontola, Teverina y Torreone.

### Diócesis de Sansepolcro
La ciudad de Sansepolcro creció en el territorio de la diócesis de Città di Castello alrededor de un oratorio, que contiene una reliquia de Tierra Santa, atribuida a los peregrinos del siglo X. Posteriormente los monjes camaldulenses construyeron un monasterio, cuyo abad, al menos desde 1013, con diplomas confirmados por los emperadores y los papas, tenía jurisdicción temporal sobre los territorios propiedad de la abadía y estaba también exento de la jurisdicción eclesiástica del obispo de Città di Castello (abadía nullius dioecesis).
En el siglo XIV los arecinos tomaron posesión de la ciudad y el obispo Guido di Pietramala la fortificó, convirtiéndola en una fortaleza gibelina. En el ámbito civil-temporal los obispos de Arezzo entraron en conflicto con los abades camaldulenses, que reivindicaban los antiguos derechos temporales sobre la ciudad de Borgo San Sepolcro. Ya en 1402 el papa Bonifacio IX reafirmó la exención del monasterio camaldulense de la jurisdicción episcopal y al mismo tiempo reafirmó una serie de privilegios en la esfera civil.
Para poner fin definitivamente a las disputas, el papa toscano León X erigió Sansepolcro en obispado mediante la bula Praeexcellenti praeeminentia del 22 de septiembre de 1515. A la nueva diócesis se le asignaron los amplios territorios de la abadía camaldulense nullius de Sansepolcro y los de otra abadía camaldulense, suprimida al mismo tiempo, la de Santa Maria in Bagno: ambos territorios fueron incluidos dentro del territorio de la diócesis de Città di Castello. La diócesis de Arezzo le asignó también 34 parroquias.
La ejecución de la bula papal se retrasó cinco años y el primer obispo fue nombrado el 17 de septiembre de 1520. Fue Galeotto Graziani, abad camaldulense del monasterio de la ciudad, quien se convirtió en la nueva sede episcopal, mientras que la iglesia abacial, dedicada a San Juan Evangelista, fue erigida como catedral diocesana. La diócesis era sufragánea de la arquidiócesis de Florencia.
Entre los obispos más famosos se recuerda a Niccolò Tornabuoni, Dionisio Bussotti, Giovanni Lorenzo Tilli (que fundó el seminario en 1711), Roberto Costaguti, Pompeo Ghezzi, Domenico Bornigia y Abele Conigli.
En el siglo XVIII la diócesis fue ampliada con la incorporación del arciprestazgo nullius de San Pancrazio di Sestino (1788) y de la abadía nullius de Sant'Ellero en Galeata (1784), para un total de 46 nuevas parroquias, tres de las cuales estaban en el territorio de la diócesis de Montefeltro.
El 7 de octubre de 1975 cedió las parroquias del valle Bidente a la diócesis de Forlì y las del valle Savio a la diócesis de Cesena, mediante el decreto Quo aptius de la Congregación para los Obispos.

### Diócesis de Arezzo-Cortona-Sansepolcro
El 7 de octubre de 1975, Telesforo Giovanni Cioli, obispo de Arezzo, fue nombrado también obispo de Sansepolcro. El mismo Cioli, el 15 de febrero de 1978, fue nombrado también obispo de Cortona: de este modo las tres sedes se encontraron unidas in persona episcopi.
El 30 de septiembre de 1986, mediante el decreto Instantibus votis de la Congregación para los Obispos, se estableció la plena unión de las tres diócesis. El nuevo distrito eclesiástico tomó el nombre de diócesis de Arezzo-Cortona-Sansepolcro y pasó a ser sufragáneo de la arquidiócesis de Florencia.
Giovanni D'Ascenzi dirigió esta delicada fase institucional, previendo también la redefinición del número y del territorio de las parroquias, vicariatos y áreas pastorales.
La diócesis fue visitada por los papas Juan Pablo II en 1993 (Arezzo, Cortona, Camaldoli y La Verna) y Benedicto XVI en 2012 (Arezzo y Sansepolcro).
El 15 de julio de 2017 cedió a la arquidiócesis de Perugia-Città della Pieve la parte de la parroquia de Terontola que está situada en la comuna de Tuoro sul Trasimeno.
Actualmente el territorio diocesano, que por superficie ocupa el décimo lugar en la lista de las diócesis italianas, se caracteriza por una amplia heterogeneidad geográfica y sociocultural. Los primeros treinta años de vida de la nueva diócesis estuvieron marcados por una drástica reducción del número de sacerdotes diocesanos, consecuencia de una disminución de las vocaciones más evidente que en otras partes, y por el cierre de numerosas casas religiosas, tanto masculinas como femeninas. Esto exigía un replanteamiento profundo de la actividad pastoral y de las estructuras pastorales.

## Estadísticas
Según el Anuario Pontificio 2023 la diócesis tenía a fines de 2022 un total de 342 100 fieles bautizados.
| Año                                                                             | Población            | Población | Población      | Sacerdotes | Sacerdotes    | Sacerdotes    | Bautizados por sacerdote | Diáconos permanentes | Religiosos | Religiosos | Parroquias |
| Año                                                                             | Bautizados católicos | Total     | % de católicos | Total      | Clero secular | Clero regular | Bautizados por sacerdote | Diáconos permanentes | Varones    | Mujeres    | Parroquias |
| ------------------------------------------------------------------------------- | -------------------- | --------- | -------------- | ---------- | ------------- | ------------- | ------------------------ | -------------------- | ---------- | ---------- | ---------- |
| Diócesis de Arezzo                                                              |                      |           |                |            |               |               |                          |                      |            |            |            |
| 1905                                                                            | ?                    | 250 000   | ?              | 712        | 563           | 149           | ?                        | ?                    | ?          | ?          | 330        |
| 1950                                                                            | 225 000              | 250 000   | 90.0           | 465        | 355           | 110           | 483                      |                      | 150        | 410        | 336        |
| 1959                                                                            | 265 000              | 270 000   | 98.1           | 433        | 329           | 104           | 612                      |                      | 157        | 400        | 324        |
| 1970                                                                            | 194 000              | 205 000   | 94.6           | 386        | 283           | 103           | 502                      |                      | 118        | 527        | 327        |
| 1980                                                                            | 199 800              | 201 400   | 99.2           | 395        | 257           | 138           | 505                      |                      | 154        | 345        | 333        |
| Diócesis de Cortona                                                             |                      |           |                |            |               |               |                          |                      |            |            |            |
| 1905                                                                            | 30 200               | ?         | ?              | 121        | 85            | 36            | ?                        | ?                    | ?          | ?          | 50         |
| 1950                                                                            | 32 665               | 32 684    | 99.9           | 95         | 60            | 35            | 343                      |                      | 86         | 103        | 52         |
| 1970                                                                            | 23 075               | 23 100    | 99.9           | 68         | 54            | 14            | 339                      |                      | 21         | 88         | 53         |
| 1980                                                                            | 24 000               | 24 200    | 99.2           | 61         | 47            | 14            | 393                      |                      | 17         | 83         | 53         |
| Diócesis de Sansepolcro                                                         |                      |           |                |            |               |               |                          |                      |            |            |            |
| 1905                                                                            | ?                    | 60 500    | ?              | 216        | 190           | 26            | ?                        | ?                    | ?          | ?          | 135        |
| 1950                                                                            | 79 500               | 80 000    | 99.4           | 108        | 90            | 18            | 736                      |                      | 21         | 36         | 136        |
| 1970                                                                            | 45 000               | 45 000    | 100.0          | 136        | 117           | 19            | 330                      |                      | 23         | 114        | 136        |
| 1980                                                                            | 29 000               | 29 400    | 98.6           | 63         | 53            | 10            | 460                      |                      | 11         | 53         | 95         |
| Diócesis de Arezzo-Cortona-Sansepolcro                                          |                      |           |                |            |               |               |                          |                      |            |            |            |
| 1990                                                                            | 265 329              | 268 350   | 98.9           | 403        | 307           | 96            | 658                      | 3                    | 141        | 507        | 245        |
| 1999                                                                            | 259 980              | 260 000   | 100.0          | 374        | 257           | 117           | 695                      | 9                    | 161        | 312        | 247        |
| 2000                                                                            | 259 980              | 260 000   | 100.0          | 362        | 245           | 117           | 718                      | 9                    | 161        | 312        | 247        |
| 2001                                                                            | 259 985              | 261 626   | 99.4           | 390        | 273           | 117           | 666                      | 8                    | 135        | 266        | 246        |
| 2002                                                                            | 259 999              | 267 099   | 97.3           | 372        | 268           | 104           | 698                      | 12                   | 112        | 255        | 244        |
| 2003                                                                            | 257 000              | 267 000   | 96.3           | 374        | 270           | 104           | 687                      | 12                   | 112        | 252        | 244        |
| 2004                                                                            | 285 000              | 300 000   | 95.0           | 337        | 233           | 104           | 845                      | 16                   | 108        | 257        | 244        |
| 2006                                                                            | 290 000              | 305 000   | 95.1           | 325        | 250           | 75            | 892                      | 18                   | 79         | 253        | 244        |
| 2012                                                                            | 335 000              | 353 700   | 94.7           | 223        | 177           | 46            | 1502                     | 24                   | 66         | 410        | 247        |
| 2015                                                                            | 347 000              | 365 000   | 95.1           | 267        | 172           | 95            | 1299                     | 25                   | 112        | 305        | 245        |
| 2018                                                                            | 348 860              | 367 000   | 95.1           | 262        | 167           | 95            | 1331                     | 23                   | 120        | 308        | 245        |
| 2020                                                                            | 343 845              | 361 760   | 95.0           | 254        | 165           | 89            | 1353                     | 25                   | 113        | 291        | 246        |
| 2022                                                                            | 342 100              | 360 300   | 94.9           | 253        | 160           | 93            | 1352                     | 25                   | 119        | 262        | 247        |
| Fuente: Catholic-Hierarchy, que a su vez toma los datos del Anuario Pontificio. |                      |           |                |            |               |               |                          |                      |            |            |            |

## Episcopologio

### Obispos de Arezzo

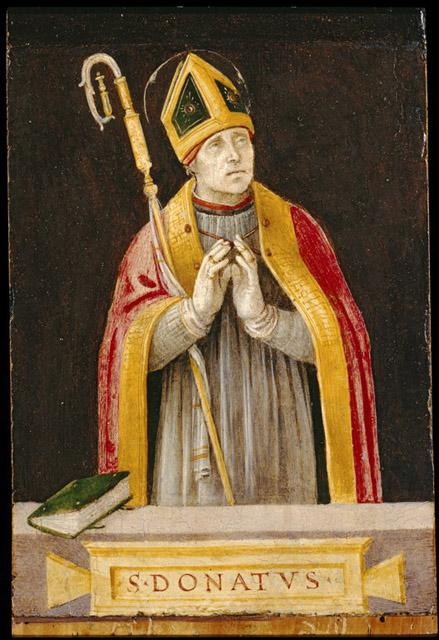
San Donato, patrono de la ciudad y de la diócesis de Arezzo, en un cuadro de Filippino Lippi

El catálogo más antiguo de los obispos de Arezzo se encuentra en el reverso de un pergamino del siglo XI del archivo capitular y relata una serie de 41 obispos desde Satiro a Teodaldo, en la primera mitad del siglo XI. Varios autores, entre ellos Ughelli, Cappelletti y Gams, manipularon posteriormente el catálogo, ya sea modificando el orden de los obispos, ya insertando otros, y añadiendo anotaciones cronológicas, incluso para aquellos obispos no documentados por ninguna fuente contemporánea. Esta cronología se ajusta al catálogo original, como indican Pasqui, Lanzoni y Hofmeister. Se omiten las referencias cronológicas de aquellos obispos conocidos sólo por su presencia en el propio catálogo.
- San Satiro † (?-circa 337/352 falleció)[nota 8]
- San Donato † (circa 337/352-7 de agosto de 361/363 falleció)[nota 9]
- San Gelasio †
- San Domiziano †
- San Severino †
- San Fiorenzo †
- Massimiano †
- Eusebio †
- San Gaudenzio †[nota 10]
- Decenzio †[nota 11]
- Lorenzo † (fines del siglo VI?)[nota 12]
- Gallio †[nota 13]
- Benedetto †
- Olibrio †
- Vindiciano †
- Cassiano †
- Dativo †
- Dulcizio †
- Innocenzo †[nota 14]
- Maiuriano †
- Servando † (mencionado en 650 circa)[1]
- Cipriano † (mencionado en 680)[nota 15]
- Bonomo †
- Vitaliano †[nota 16]
- Alipario †
- Luperziano † (antes de 714-después de 715)[nota 17]
- Deodato †
- Aliseo †
- Stabile † (mencionado en 752)[19]
- Cunimondo †[nota 18]
- Ariberto † (antes de 783-después de 801)[20]
- Lamberto † (antes de 819 circa-después de 828)[21]
- Pietro I † (antes de 833-después de 843)[22]
- Pietro II † (antes de 850-después de 865)[23]
- Giovanni † (antes de 872-circa mayo/octubre de 900 falleció)[24]
- Pietro III † (antes del 12 de octubre de 900-después de 916)[25]
- Teodizio † (mencionado en 922)[nota 19]
- Ugo? † (mencionado en 952)[nota 20]
- Everardo † (antes de 963-después de 979)[26]
- Elemperto † (circa 986/987-después de marzo de 1010)[26]
- Guglielmo † (antes de enero de 1011-después de junio de 1013)[nota 21]
- Adalberto (o Alberto) † (antes de marzo de 1015-después de mayo de 1021)[26]
- Teodaldo † (circa 1022/1023-después de 1033)[nota 22]
- Immone (o Irmenfredo) † (circa verano de 1036-después de octubre de 1048)[26]
- Arnaldo † (circa 1051/1052[nota 23]-después de abril de 1060 falleció)[26]
- Costantino † (circa de octubre de 1061-después de mayo de 1095 falleció)[27]
- Sigifredo † (mencionado como episcopus electus en agosto de 1099)[26]
- Gregorio I (o Gualterio) † (circa 1104/1105-después de junio de 1114 depuesto[nota 24])[26]
- Guido Boccatorta † (antes de abril de 1115-después de febrero de 1128 falleció)[26]
- Buiano † (antes de octubre de 1129-30 de mayo de 1135[28] depuesto)[29]
- Mauro † (antes de abril[29] de 1136-después de octubre de 1140)[30]
- Girolamo † (noviembre de 1142-después de agosto de 1173 falleció)[31]
- Eliotto † (antes de 1177-4 o 5 de diciembre de 1186 falleció)[32]
- Amedeo † (antes de marzo de 1188[33]-1203 falleció)
- Gregorio II † (1203-12 de junio de 1212 falleció)
- Martino † (1213-1236 falleció)
- Marcellino Albergotti Beltrami † (16 de agosto de 1236-21 de febrero de 1248 falleció)[34]
- Guglielmino degli Ubertini † (octubre de 1248-11 de junio de 1289 falleció)
- Ildebrandino Guidi † (26 de septiembre de 1289-1312 falleció)
- Guido di Pietramala † (7 de julio de 1312-1325 depuesto)
- Boso degli Ubertini † (20 de julio de 1325-1365 falleció)
- Jacopo Muti † (17 de diciembre de 1365-18 de julio de 1371 nombrado obispo de Spoleto)
- Giovanni Albergotti I † (18 de julio de 1371-1375 falleció)
- Giovanni Albergotti II † (15 de octubre de 1375-1390)
- Antonio Arcioni † (10 de octubre de 1390-1391 renunció)
- Angelo Ricasoli † (5 de agosto de 1391-noviembre de 1403 falleció)
- Pietro Ricci † (29 de noviembre de 1403-9 de octubre de 1411 nombrado arzobispo de Pisa)
- Cappone Capponi † (9 de octubre de 1411-1413 falleció)
- Francesco da Montepulciano † (22 de diciembre de 1413-1433 falleció)
- Roberto degli Asini, O.S.A. † (8 de noviembre de 1434-1456 falleció)[35]
- Filippo de' Medici † (10 de enero de 1457-14 de enero de 1461 nombrado arzobispo de Pisa)
- Lorenzo Acciaiuoli † (15 de enero de 1461-1473 falleció)
- Gentile de' Becchi † (20 de octubre de 1473-1497 falleció)
- Cosimo de' Pazzi † (17 de abril de 1497-5 de julio de 1508 nombrado arzobispo de Florencia)
  - Raffaele Riario † (7 de julio de 1508-5 de noviembre de 1511 renunció) (administrador apostólico)
- Girolamo Sansoni † (5 de noviembre de 1511-19 de noviembre de 1519 nombrado obispo de Lodi)
- Ottaviano Maria Sforza † (19 de noviembre de 1519-1525 renunció)
- Francesco Minerbetti † (6 de marzo de 1525-1537 renunció)
- Bernardetto Minerbetti † (6 de febrero de 1538-16 de septiembre de 1574 falleció)
- Stefano Bonucci, O.S.M. † (1 de octubre de 1574-2 de enero de 1589 falleció)
- Pietro Usimbardi † (9 de enero de 1589-28 de mayo de 1612 falleció)
- Antonio de' Ricci † (27 de junio de 1612-diciembre de 1637 falleció)
- Tommaso Salviati † (1 de marzo de 1638-15 de octubre de 1671 falleció)
- Nereo Neri Corsini † (8 de febrero de 1672-7 de marzo de 1677 renunció)
- Alessandro Strozzi † (8 de marzo de 1677-19 de octubre de 1682 falleció)
- Giuseppe Ottavio Attavanti † (24 de mayo de 1683-9 de enero de 1691 falleció)
- Giovan Matteo Marchetti † (19 de diciembre de 1691-septiembre de 1704 falleció)
- Benedetto Falconcini † (15 de diciembre de 1704-6 de marzo de 1724 falleció)
- Giovanni Antonio Guadagni, O.C.D. † (20 de diciembre de 1724-4 de noviembre de 1732 renunció)
- Francesco Guidi † (19 de enero de 1733-15 de febrero de 1734 nombrado arzobispo de Pisa)
- Carlo Filippo Incontri † (5 de mayo de 1734-26 de julio de 1753 falleció)
- Jacopo Gaetano Inghirami † (17 de marzo de 1755-20 de mayo de 1772 falleció)
- Angiolo Franceschi † (13 de noviembre de 1775-28 de septiembre de 1778 nombrado arzobispo de Pisa)
- Niccolò Marcacci † (14 de diciembre de 1778-1 de enero de 1799 falleció)
  - Sede vacante (1799-1802)
- Agostino Albergotti † (20 de septiembre de 1802-6 de mayo de 1825 falleció)
- Sebastiano Maggi † (9 de abril de 1827-3 de abril de 1839 falleció)
  - Sede vacante (1839-1843)
- Attilio Fiascaini † (30 de enero de 1843-25 de noviembre de 1860 falleció)
  - Sede vacante (1860-1867)
- Giuseppe Giusti † (22 de febrero de 1867-5 de diciembre de 1891 renunció[nota 25])
- Donnino Donnini † (14 de diciembre de 1891-18 de octubre de 1904 falleció)
- Giovanni Volpi † (14 de noviembre de 1904-3 de julio de 1919 renunció[nota 26])
- Emanuele Mignone † (18 de diciembre de 1919-23 de diciembre de 1961 falleció)
- Giovanni Telesforo Cioli, O.Carm. † (23 de diciembre de 1961 por sucesión-11 de abril de 1983 retirado)
- Giovanni D'Ascenzi † (11 de abril de 1983-30 de septiembre de 1986 nombrado obispo de Arezzo-Cortona-Sansepolcro)

### Obispos de Cortona
- Raniero Ubertini † (19 de junio de 1325-12 de septiembre de 1348 falleció)
- Gregorio de Fasciani † (5 de noviembre de 1348-9 de febrero de 1364 falleció)
- Benedetto Vallati, O.P. † (23 de julio de 1364-?)
- Giuliano de Chinibaldi, O.P. † (mencionado en 1382)
- Lorenzo Coppi † (11 de febrero de 1388-?)
  - Ubaldino Bonamici † (23 de enero de 1391-8 de marzo de 1393 nombrado arzobispo de Torres) (obispo electo)
- Bartolomeo da Troia, O.F.M. † (13 de enero de 1393-1404 falleció)
- Enoc de Cioncolari, O.E.S.A. † (17 de noviembre de 1404-? falleció)
- Matteo Testi, O.S.M. † (7 de octubre de 1426-9 de septiembre de 1439 depuesto)
- Bartolomeo Lopacci Rimbertini, O.P. † (23 de septiembre de 1439-27 de junio de 1449 nombrado obispo de Corone)
- Matteo Testi, O.S.M. † (27 de junio de 1449-1455 renunció) (por segunda vez)
- Mariano Salvini, O.S.M. † (31 de enero de 1455-1477 falleció)
- Cristoforo Bordini † (12 de febrero de 1477-13 de noviembre de 1502 falleció)
- Raniero Guicciardini † (28 de noviembre de 1502-2 de febrero de 1504 falleció)
- Francesco Soderini † (6 de marzo de 1504-23 de mayo de 1505 renunció)
- Guglielmo Capponi † (25 de mayo de 1505-1515 falleció)
- Giovanni Sernino de Cucciati † (1516-1 de octubre de 1521 falleció)
- Silvio Passerini † (15 de noviembre de 1521-20 de abril de 1529 falleció)
- Leonardo Buonafede, O.S.B. † (24 de mayo de 1529-1538 renunció)
- Giovambattista Ricasoli † (25 de octubre de 1538-14 de febrero de 1560 nombrado obispo de Pistoya)
- Matteo Concini † (14 de febrero de 1560-1562 renunció)
- Gerolamo Gaddi † (16 de diciembre de 1562-1572 falleció)
- Francesco Perignani † (3 de marzo de 1572-1577 falleció)
- Costantino Piccioni, O.E.S.A. † (25 de febrero de 1577-1585 falleció)
- Giovanni Alberti † (15 de julio de 1585-2 de octubre de 1596 falleció)
- Cosimo de Angelis † (24 de enero de 1597-1603 falleció)
- Filippo Bardi † (19 de diciembre de 1603-1622 falleció)
- Cosimo Minerbetti † (19 de diciembre de 1622-junio de 1628 falleció)
- Lorenzo della Robbia † (11 de diciembre de 1628-6 de agosto de 1634 nombrado obispo de Fiesole)
- Ludovico Serristori † (25 de septiembre de 1634-agosto de 1656 falleció)
- Filippo Galilei † (28 de mayo de 1657-1677 falleció)
- Niccolò Oliva, O.E.S.A. † (22 de noviembre de 1677-1684 falleció)
- Pietro Ludovico Malaspina, C.R. † (2 de octubre de 1684-11 de mayo de 1695 nombrado obispo de Massa Marittima)
- Giuseppe Cei, C.O. † (28 de noviembre de 1695-marzo de 1704 falleció)
- Sebastiano Zucchetti † (27 de abril de 1705-septiembre de 1714 falleció)
- Pietro Giovanni Battista Puccini † (13 de enero de 1716-circa 1726 falleció)
- Luigi Gherardi † (9 de diciembre de 1726-octubre de 1752 falleció)
  - Sede vacante (1752-1755)
- Giuseppe Ippoliti † (12 de mayo de 1755-15 de abril de 1776 nombrado obispo de Pistoya y Prato)
- Gregorio Alessandri † (20 de mayo de 1776-15 de abril de 1802 falleció)
- Filippo Ganucci † (20 de septiembre de 1802-6 de octubre de 1806 nombrado obispo de Livorno)
- Nicolò Laparelli † (23 de marzo de 1807-23 de septiembre de 1821 falleció)
  - Sede vacante (1821-1824)
- Girolamo Conversini † (12 de julio de 1824-21 de junio de 1826 falleció)
  - Sede vacante (1826-1829)
- Ugolino Carlini † (27 de julio de 1829-13 de septiembre de 1847 falleció)
- Giuseppe Antonio Borghi, O.F.M.Cap. † (5 de noviembre de 1849-31 de julio de 1851 falleció)
  - Sede vacante (1851-1854)
- Feliciano Barbacci, O.F.M. † (30 de noviembre de 1854-24 de noviembre de 1869 falleció)
  - Sede vacante (1869-1872)
- Giovanni Battista Laparelli Pitti † (23 de febrero de 1872-22 de enero de 1896 falleció)
- Guido Corbelli, O.F.M. † (22 de junio de 1896-8 de agosto de 1901 renunció[nota 27])
- Michele Angelo Baldetti † (16 de diciembre de 1901-30 de abril de 1923 falleció)
- Riccardo Carlesi † (23 de mayo de 1923-9 de enero de 1932 falleció)
- Giuseppe Franciolini † (2 de marzo de 1932-15 de febrero de 1978 retirado)
- Telesforo Giovanni Cioli, O.Carm. † (15 de febrero de 1978-11 de abril de 1983 retirado)
- Giovanni D'Ascenzi † (11 de abril de 1983-30 de septiembre de 1986 nombrado obispo de Arezzo-Cortona-Sansepolcro)

### Obispos de Sansepolcro
- Galeotto Graziani † (17 de septiembre de 1520-16 de abril de 1522 falleció)
- Leonardo Tornabuoni † (16 de abril de 1522-19 de marzo de 1539 nombrado obispo de Ajaccio)
- Filippo Archinto † (19 de marzo de 1539-19 de octubre de 1546 nombrado obispo de Saluzzo)
- Alfonso Tornabuoni † (19 de octubre de 1546-1557 falleció)
- Filippo Tornabuoni † (1º de octubre de 1557-2 de noviembre de 1559 falleció)
- Niccolò Tornabuoni † (29 de mayo de 1560-13 de abril de 1598 falleció)
- Alessandro Borghi † (22 de junio de 1598-1605 renunció)
- Girolamo Incontri † (19 de diciembre de 1605-de noviembre de 1615 falleció)
- Giovanni Gualtieri † (4 de diciembre de 1615-25 de mayo de 1619 falleció)
- Filippo Salviati † (12 de agosto de 1619-1634 falleció)
- Zanobi de' Medici, O.P. † (20 de noviembre de 1634-17 de octubre de 1637 falleció)

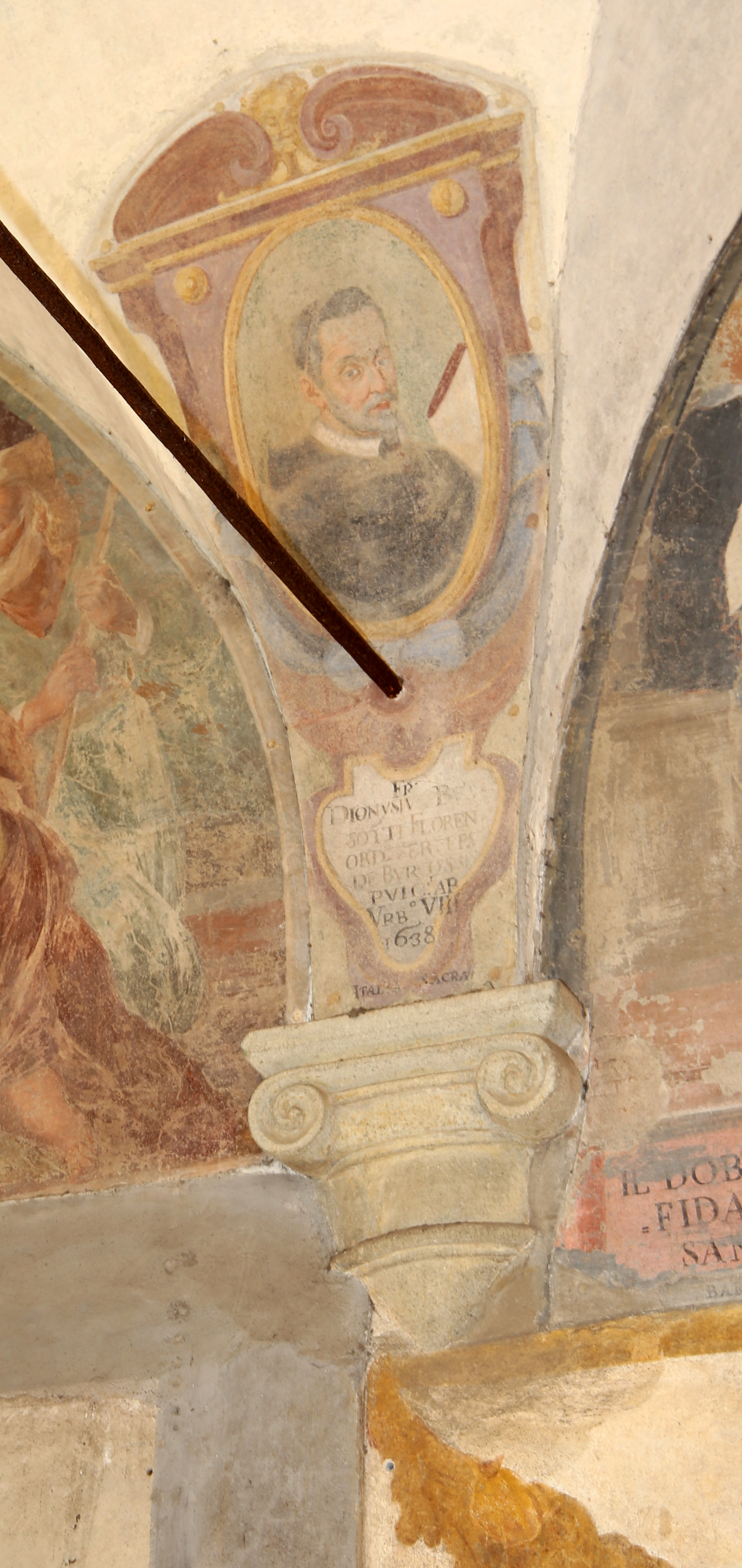
Dionisio Bussotti

- Dionisio Bussotti, O.S.M. † (19 de abril de 1638-24 de octubre de 1654 falleció)
- Cherubino Malaspina, O.P. † (30 de agosto de 1655-14 de marzo de 1667 falleció)
- Giovanni Carlo Baldovinetti, O.P. † (12 de diciembre de 1667-de septiembre de 1671 falleció)
- Lodovico Malaspina † (8 de febrero de 1672-5 de septiembre de 1695 falleció)
- Gregorio Compagni, O.P. † (2 de enero de 1696-25 de junio de 1703 nombrado obispo de Larino)
- Giovanni Lorenzo Tilli † (21 de julio de 1704-7 de enero de 1724 falleció)
- Bartolomeo Pucci Franceschi † (20 de diciembre de 1724-20 de septiembre de 1728 nombrado obispo de Pescia)
- Raimondo Pecchioli, O.P. † (20 de septiembre de 1728-22 de enero de 1748 falleció)
- Domenico Poltri † (21 de abril de 1749-4 de agosto de 1755 nombrado obispo de San Miniato)
- Adeodato Andrea Aldobrandini † (3 de enero de 1757-de enero de 1771 falleció)
- Niccolò Marcacci † (4 de marzo de 1771-14 de diciembre de 1778 nombrado obispo de Arezzo)
- Roberto Costaguti † (14 de diciembre de 1778-16 de noviembre de 1818 falleció)
- Annibale Tommasi † (29 de mayo de 1820-14 de abril de 1845 falleció)
  - Sede vacante (1845-1849)
- Giuseppe Singlau † (20 de abril de 1849-18 de enero de 1867 falleció)
  - Sede vacante (1867-1872)[nota 28]
- Luigi Amadori Biscioni † (23 de febrero de 1872-23 de septiembre de 1875 renunció[nota 29])
- Giustino Puletti † (23 de septiembre de 1875-21 de febrero de 1892 falleció)
- Raffaele Sandrelli † (11 de julio de 1892-3 de julio de 1911 renunció[nota 30])
- Pompeo Ghezzi † (27 de noviembre de 1911-25 de octubre de 1953 renunció[nota 31][nota 32])
- Domenico Bornigia † (27 de noviembre de 1953-10 de marzo de 1963 falleció)
- Abele Conigli † (2 de mayo de 1963-31 de marzo de 1967 nombrado obispo de Teramo y Atri)
  - Sede vacante (1967-1975)[nota 33]
- Telesforo Giovanni Cioli, O.Carm. † (7 de octubre de 1975-11 de abril de 1983 retirado)
- Giovanni D'Ascenzi † (11 de abril de 1983-30 de septiembre de 1986 nombrado obispo de Arezzo-Cortona-Sansepolcro)

### Obispos de Arezzo-Cortona-Sansepolcro
- Giovanni D'Ascenzi † (30 de septiembre de 1986-8 de junio de 1996 retirado)
- Flavio Roberto Carraro, O.F.M.Cap. † (8 de junio de 1996-25 de julio de 1998 nombrado obispo de Verona)
- Gualtiero Bassetti (21 de noviembre de 1998-16 de julio de 2009 nombrado arzobispo de Perugia-Città della Pieve)
- Riccardo Fontana (16 de julio de 2009-15 de septiembre de 2022 retirado)
- Andrea Migliavacca, desde el 15 de septiembre de 2022

### Para la sede de Arezzo
- Ferdinando Ughelli, Italia sacra (en latín)., vol. I, segunda edición, Venecia, 1717, col. 402-436
- Francesco Lanzoni, Le diocesi d'Italia dalle origini al principio del secolo VII (an. 604) (en italiano)., vol. I, Faenza, 1927, pp. 567-573
- Giuseppe Cappelletti, Le Chiese d'Italia della loro origine sino ai nostri giorni (en italiano)., vol. XVIII, Venecia, 1864, pp. 9-179
- Paul Fridolin Kehr, Italia pontificia (en latín)., vol. III, Berlín, 1908, pp. 144-196
- Gerhard Schwartz, Die besetzung der bistümer Reichsitaliens unter den sächsischen und salischen kaisern: mit den listen der bischöfe, 951-1122 (en alemán)., Leipzig-Berlín 1913, pp. 199-203
- Pius Bonifacius Gams, Series episcoporum Ecclesiae Catholicae (en latín)., Graz, 1957, pp. 741-742
- (en latín) Konrad Eubel, Hierarchia Catholica Medii Aevi, vol. 1, p. 104; vol. 2, p. 94; vol. 3, p. 116; vol. 4, p. 93; vol. 5, pp. 97-98; vol. 6, pp. 98-99
- Adolf Hofmeister, Series episcoporum Aretinorum (en latín)., Monumenta Germaniae Historica, Scriptores, tomo XXX, pars II, Leipzig, 1934, pp. 1438-1441
- Ubaldo Pasqui (1891). «Frate Mansueto pseudo-vescovo aretino». Archivio storico italiano (en italiano) (Florencia).
- (en italiano) Ubaldo Pasqui, Documenti per la storia della città di Arezzo nel Medioevo, 4 volúmenes, Florencia, 1899-1904

### Para la sede de Cortona
- Diócesis de Cortona (en inglés). en Catholic Hierarchy
- Diócesis de Cortona (en inglés). en Gcatholic
- Ferdinando Ughelli, Italia sacra (en latín)., vol. I, segunda edición, Venecia, 1717, col. 620-632
- Giuseppe Cappelletti, Le Chiese d'Italia della loro origine sino ai nostri giorni (en italiano)., vol. XVIII, Venecia, 1864, pp. 267-297
- Pius Bonifacius Gams, Series episcoporum Ecclesiae Catholicae (en latín)., Graz, 1957, p. 743
- (en latín) Konrad Eubel, Hierarchia Catholica Medii Aevi, vol. 1, pp. 212-213; vol. 2, pp. VII, 138; vol. 3, p. 179; vol. 4, p. 166; vol. 5, p. 174; vol. 6, p. 184